# Amphiascus perplexus
Amphiascus perplexus är en kräftdjursart som beskrevs av Gilbert Henry Hicks 1971. Amphiascus perplexus ingår i släktet Amphiascus och familjen Diosaccidae. Inga underarter finns listade i Catalogue of Life.